# Xiangzikou (köpinghuvudort i Kina, Hunan Sheng, lat 28,10, long 111,95)
Xiangzikou (kinesiska: 巷子口, 巷子口镇) är en köpinghuvudort i Kina. Den ligger i provinsen Hunan, i den södra delen av landet, omkring 100 kilometer väster om provinshuvudstaden Changsha. Antalet invånare är 33 563. Befolkningen består av 17 013 kvinnor och 16 550 män. Barn under 15 år utgör 22,0 %, vuxna 15-64 år 63 %, och äldre över 65 år 14,0 %.
Runt Xiangzikou är det tätbefolkat, med 411 invånare per kvadratkilometer. Närmaste större samhälle är Qingtangpu, 19,5 km väster om Xiangzikou. I omgivningarna runt Xiangzikou växer huvudsakligen savannskog.
Genomsnittlig årsnederbörd är 1 732 millimeter. Den regnigaste månaden är maj, med i genomsnitt 322 mm nederbörd, och den torraste är december, med 52 mm nederbörd.